# Soulèvement de Baise
 (janvier 2020).
Si vous disposez d'ouvrages ou d'articles de référence ou si vous connaissez des sites web de qualité traitant du thème abordé ici, merci de compléter l'article en donnant les références utiles à sa vérifiabilité et en les liant à la section « Notes et références ».

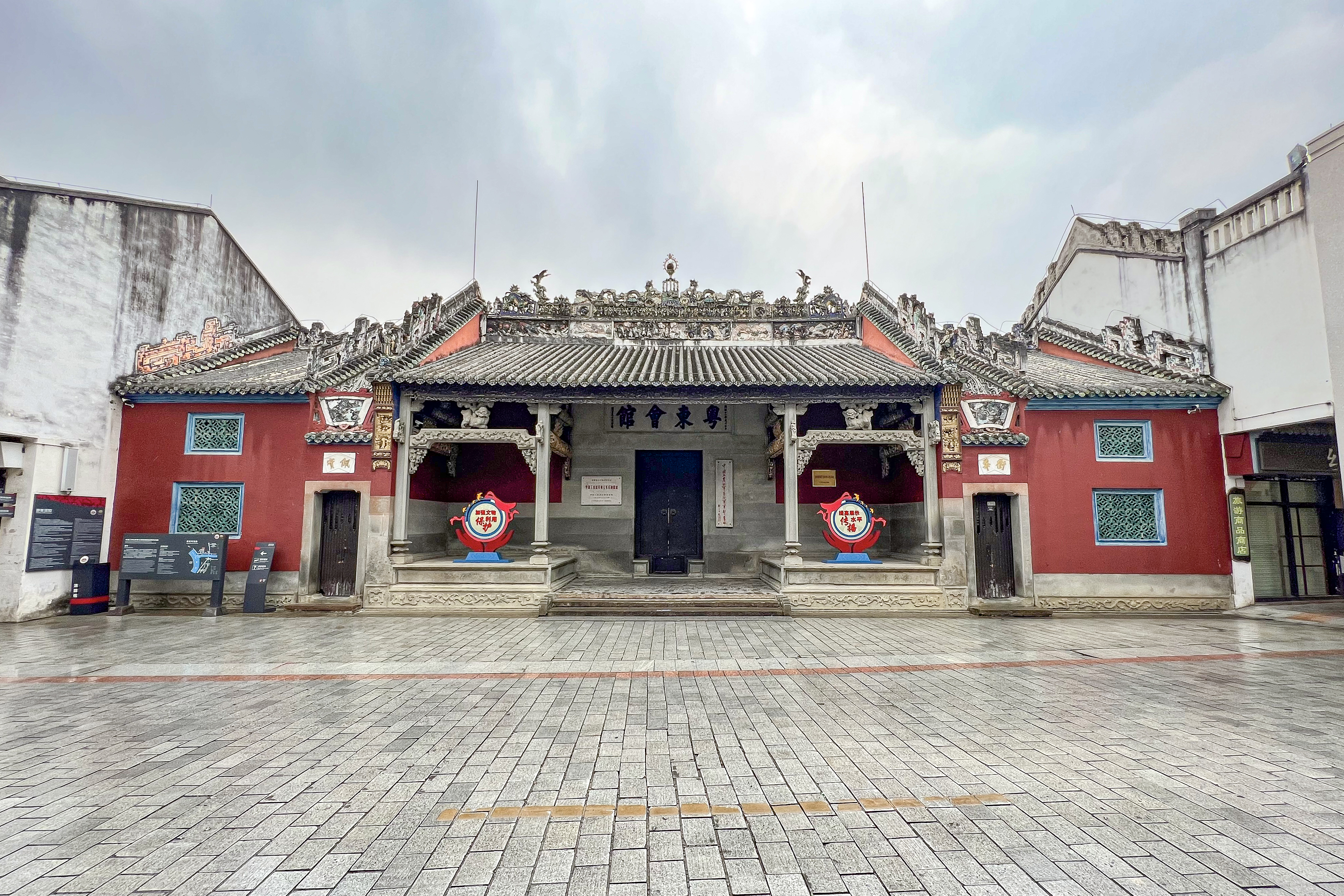
Anciens quartiers généraux de insurrection

Le Soulèvement de Baise (aussi connu sous le nom d'Émeutes de Youjiang) désigne une insurrection fructueuse menée fin 1929 à Baise, dans le Guangxi, en Chine, organisée par le Parti Communiste Chinois en profitant des relations explosives entre les Seigneurs de la Guerre Yu Zuobai et Li Mingrui de la Nouvelle clique du Guangxi, afin de s'opposer au Parti Nationaliste de Tchang Kai-shek tout en prenant le pouvoir par la force. Le soulèvement est dirigé par Chen Haoren et Zhang Yunyi, tous deux sous les ordres de Deng Xiaoping. 